# Dionisije Pantelić
L'archimandrite Dionisije Pantelić (en serbe cyrillique : Дионисије Пантелић, nom séculier Dragić Pantelić, en serbe cyrillique: Драган Пантелић), né le 16 octobre 1932 à Riđevštica (Royaume de Yougoslavie) et mort le 3 juin 2023 au Monastère de Lipovac, est un théologien orthodoxe. Il est l'archimandrite du Monastère de Lipovac, près de Trstenik et un des plus importants higoumènes de Église orthodoxe serbe XXe siècle.

## Biographie
L'archimandrite Dionisije a été l'higoumène du Monastère de Lipovac de 1974 à 2005.